# Palazzo Vecchio
Palazzo Vecchio (česky Starý palác), původně Palazzo della Signoria (Palác signorie) je středověký opevněný palác se strážní věží, vystavěný na přelomu 13. a 14. století, a přebudovaný v polovině 16. století v renesančním slohu. Je dominantou městského panoramatu italské Florencie, stojí v jejím centru na Náměstí signorie. V současné době slouží jako reprezentační budova městské radnice a jako městské muzeum. 

## Historie

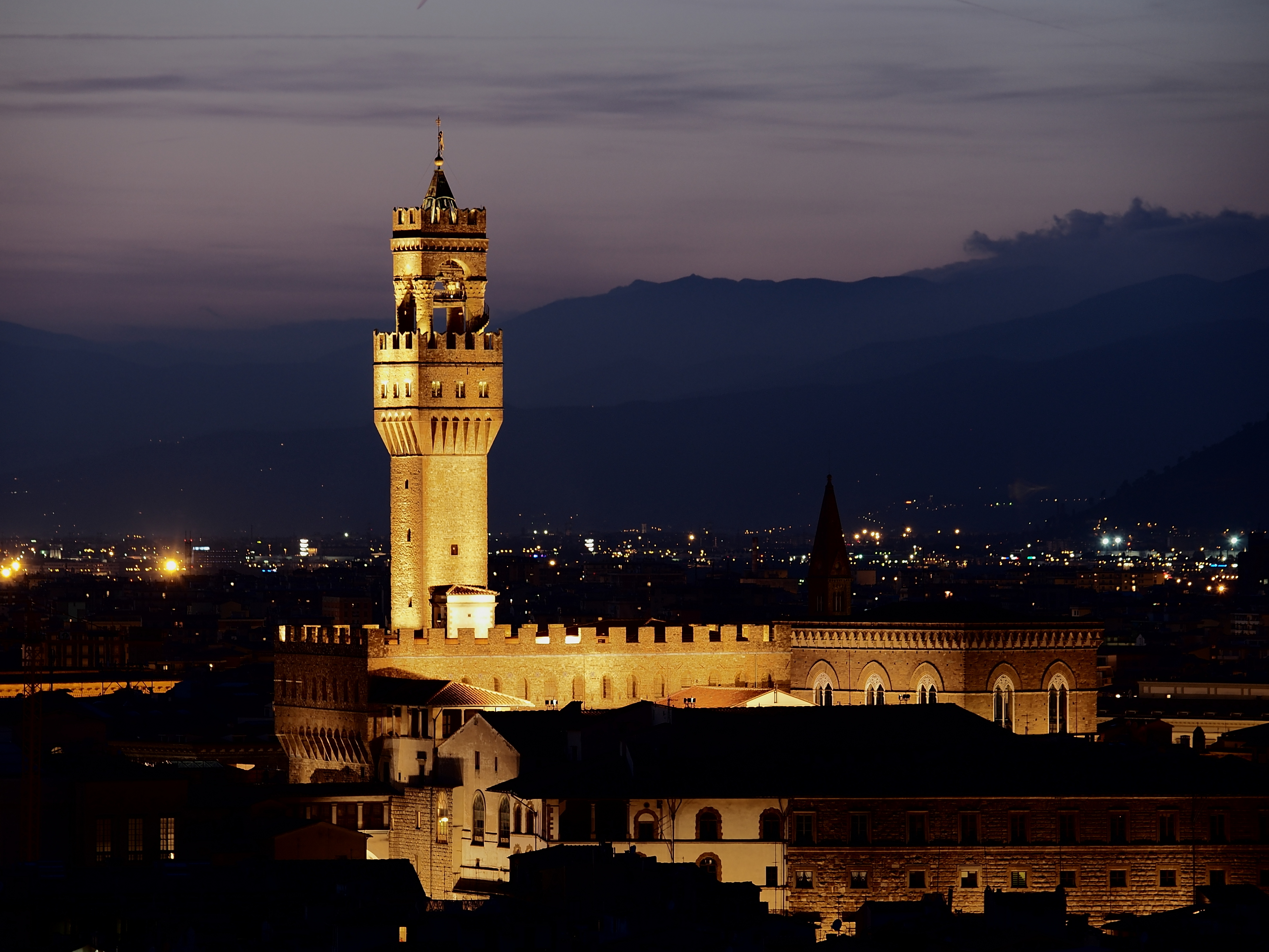
Večerní Palazzo Vecchio

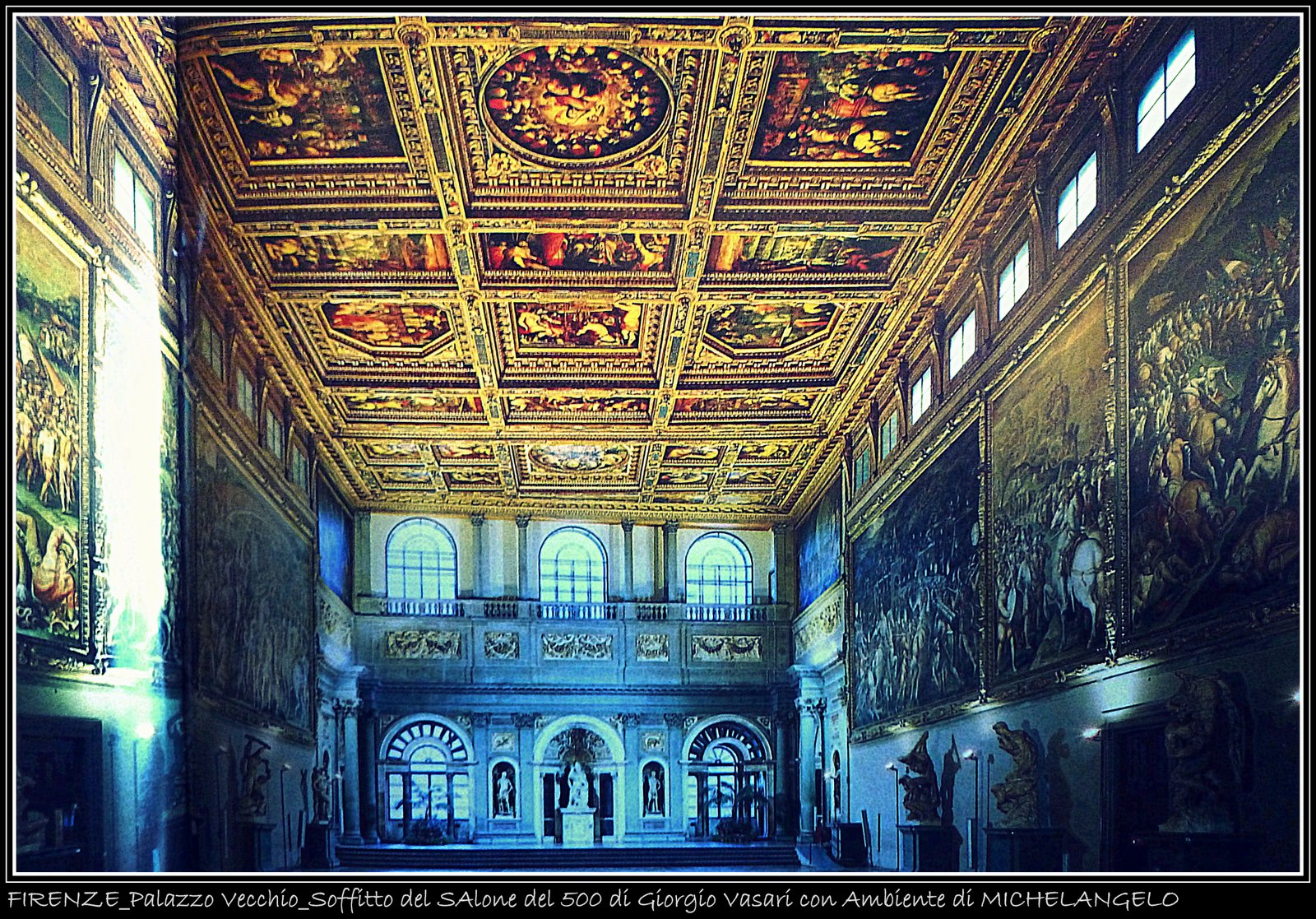
Sál pěti set

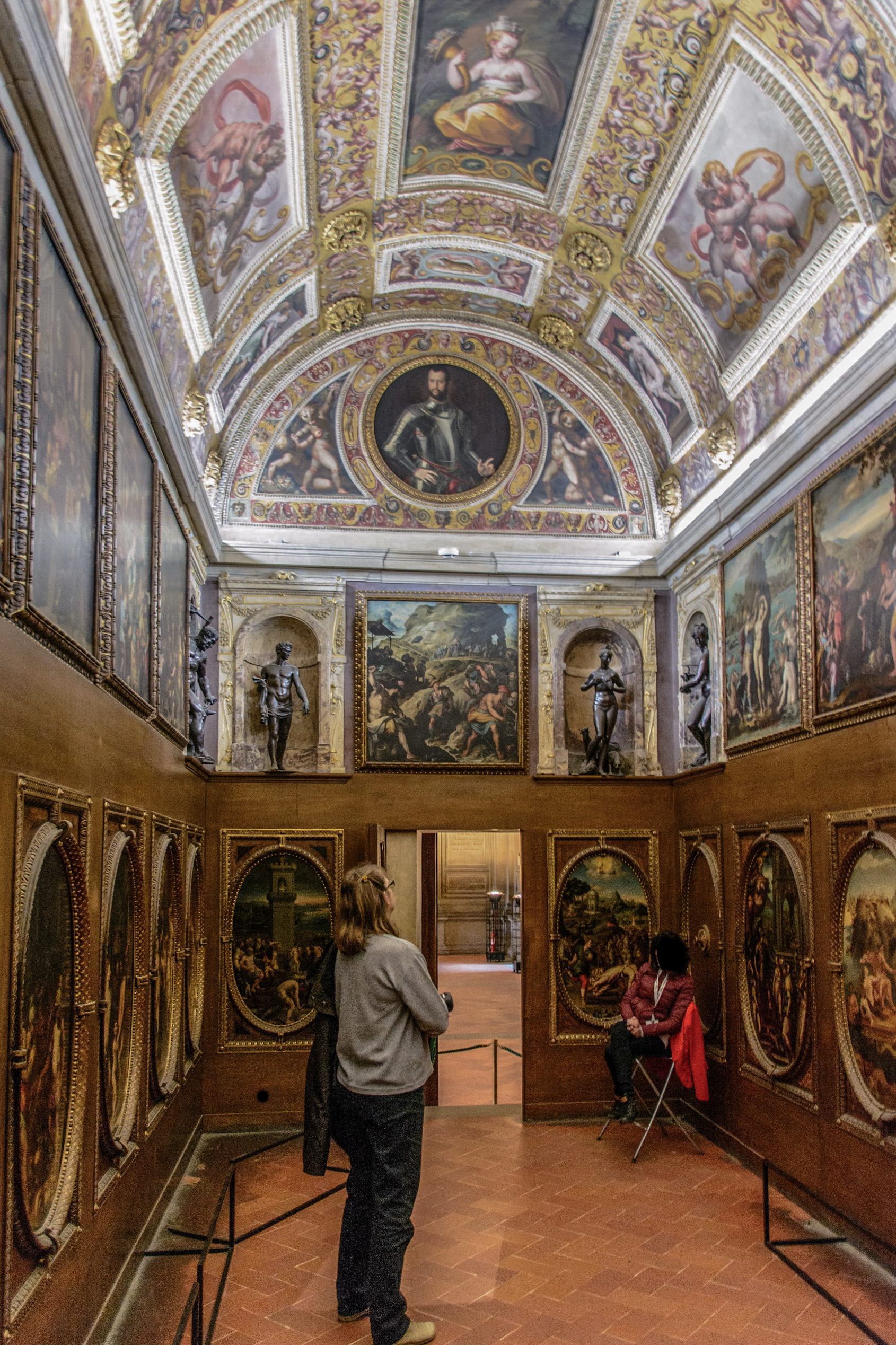
Studiolo

Palác se původně nazýval Palazzo della Signoria (Palác signorie), tedy sídlo vlády florentské městské republiky. S jeho stavbou se započalo roku 1299, šest let po převzetí městské vlády cechy, a byl dokončen roku 1314 ve stylu rané gotiky podle projektu Arnolfa di Cambio. Jednaly v něm ústřední orgány městské republiky a volení úředníci zde mohli i přenocovat. Palác je opevněný proto, aby zaručil bezpečnost konšelů před případnými útoky např. ze strany vzbouřeného lidu. Ochoz 94 metrů vysoké strážní věže sloužil městské gardě a požární hlídce.  
Po převzetí vlády rodem Medicejských se zde počátkem 40. let 16. století usídlil vévoda Cosimo I. a nechal budovu přestavět. Dnes palác slouží jako reprezentační budova radnice města Florencie a jako městské muzeum.

## Interiéry
- Vnitřní dvůr (též Michelozzův dvůr) – Giorgio Vasari jej vyzdobil štukovými sloupy a vymaloval roku 1565 renesančními nástěnnými malbami vedut rakouských měst (Praha, Graz, Innsbruck, Linec, Vídeň, Hall in Tirol, Freiburg im Breisgau a Kostnice) u příležitosti sňatku Františka Medicejského s rakouskou arcivévodkyní Johannou Habsburskou.
- Sál pěti set (Salone dei Cinquecento) na ploše 54 x 22 metrů. Po vyhnání Medicejských sloužil k zasedání pěti set členů městské rady, rozšířené po vzoru Benátek z iniciativy Girolama Savonaroly, interiér vytvořili Simone del Pollaiuolo a Antonio da Sangallo starší. Má kazetový strop s malbami na dřevě a 6 nástěnných olejomaleb na plátnech - triumfálních scén z dějiny Medicejských. K výzdobě byli na počátku 16. století přizváni mj. Leonardo da Vinci  a Michelangelo Buonarroti, aby vymalovali slavné bitevními scény. Leonardova "Bitva u Anghiari" zůstala nedokončená, dochoval se k ní návrhový karton, Michelangelo objednaný výjev "Bitvy u Cascina" nerealizoval. Cosimo Medicejský dal sál nově vyzdobit v letech 1555 - 1572, tématy jsou Cosimův triumfální návrat do Florencie, Dobytí Sieny a Pisy, a další. Autorem maleb je Giorgio Vasari, který patrně překryl malbu Leonardovu. Sál zdobí 12 mramorových soch, mj. Génius vítězství od Michelangela.
- Sál papeže Klementa VII. – zdobí Vasariho alegorická Vítězství Florencie
- Sál papeže Lva X. – zdobí freska Giovanni Medicejský přichází na pomoc Ravenně
- Sál lilií (Sala dei gigli) – nazván podle heraldické výzdoby: zlaté lilie na modrém pozadí; strop vymaloval Giuliano da Maiano, je zde Donatellova bronzová socha Judita s hlavou Holofernovou
- Audienční sál  –  slouží státním návštěvám, nástěnné malby Domenico Ghirlandaio
- Osobní apartmány
  - Sál Cosima Staršího
  - Sál Lorenza Nádherného
  - Sál Eleonory z Toleda
- Studiolo - privátní pracovnu o rozměrech 8,4 x 3,3 metry pro učence Františka I. Medicejského upravili a ve stylu renesančního manýrismu vyzdobili Giorgio Vasari, jeho vrstevníci a následovníci, jak malbami (Agnolo Bronzino, Santi di Tito, Givanni Stradano), tak bronzovými sochami z římské mytologie (Giambologna, Bartolomeo Ammannati. Interiér doplňují vestavěné skříně na sbírku umění a přírodnin